# Eritrita
|  | «eritrina» redirigeix aquí. Vegeu-ne altres significats a «eritrina (arbre)». |

L'eritrita o eritrina és un mineral de la classe dels arsenats. Va ser anomenat així l'any 1832 per François Sulpice Beudant del grec έρυθρος erithros, vermell. Pertany al grup vivianita de minerals, i forma una sèrie de solució sòlida amb l'annabergita.

## Característiques
Químicament, l'eritrita és un arsenat de cobalt hidratat, amb fórmula Co₃(AsO₄)₂(H₂O)₈, que es presenta en forma de petits cristalls aciculars d'un color vermell carmí molt característic. L'eritrita és l'anàleg de cobalt de l'annabergita i la köttigita.
És l'extrem amb cobalt d'una sèrie de solució sòlida de minerals arsenats de cobalt i níquel: (Co, Ni)₃(AsO₄)₂·8H₂O, en la qual l'annabergita és l'altre extrem amb níquel.
Segons la classificació de Nickel-Strunz, l'eritrita pertany a «08.CE: Fosfats sense anions addicionals, amb H₂O, només amb cations de mida mitjana, RO₄:H₂O sobre 1:2,5» juntament amb els següents minerals: chudobaïta, geigerita, newberyita, brassita, fosforrösslerita, rösslerita, metaswitzerita, switzerita, lindackerita, ondrušita, veselovskýita, pradetita, klajita, bobierrita, annabergita, arupita, barićita, ferrisimplesita, hörnesita, köttigita, manganohörnesita, parasimplesita, vivianita, pakhomovskyita, simplesita, cattiïta, koninckita, kaňkita, steigerita, metaschoderita, schoderita, malhmoodita, zigrasita, santabarbaraïta i metaköttigita.
Mai ha tingut importància econòmica, però els geòlegs prospectors la buscaven, ja que sempre apareix associada a dipòsits de plata i cobalt, i el seu color intens els ajudava a trobar aquests minerals. Un ús menor que se li va donar en el passat va ser per acolorir el vidre de vidrieres.

## Formació i jaciments
Apareix com a mineral de formació secundària a la zona d'alteració de dipòsits de sulfurs amb cobalt, formant sobre ells aquestes crostes o flor de cobalt tan característiques. A Saxònia (Alemanya) s'han obtingut molt bells exemplars. Apareix a tot el món, però els cristalls més grans es troben en Talmessi (Iran) i en Bou Azzer (Marroc).
Acostuma a trobar-se juntament amb simplesita, skutterudita, escorodita, retgersita, morenosita, malaquita, cobaltita i adamita.

## Varietats
Es coneix una varietat anomenada eritrita magnèsica, rica en magnesi. Es considera un membre intermedi de la solució sòlida que es forma entre l'eritrita i la hörnesita. Originàriament reportada de les mines de magnesita de Radenthein, Caríntia, Àustria.